# George S. Houston
Pour les articles homonymes, voir Houston (homonymie).
George Smith Houston, né le 17 janvier 1811 à Franklin (Tennessee) et mort le 31 décembre 1879 à Athens (Alabama), est un homme politique américain membre du Parti démocrate. Il est gouverneur de l'Alabama entre 1874 et 1878.